# Mammillaria melaleuca
Mammillaria melaleuca (укр. Мамілярія мелалеука) — сукулентна рослина з роду мамілярія (Mammillaria) родини кактусових (Cactaceae).

## Етимологія

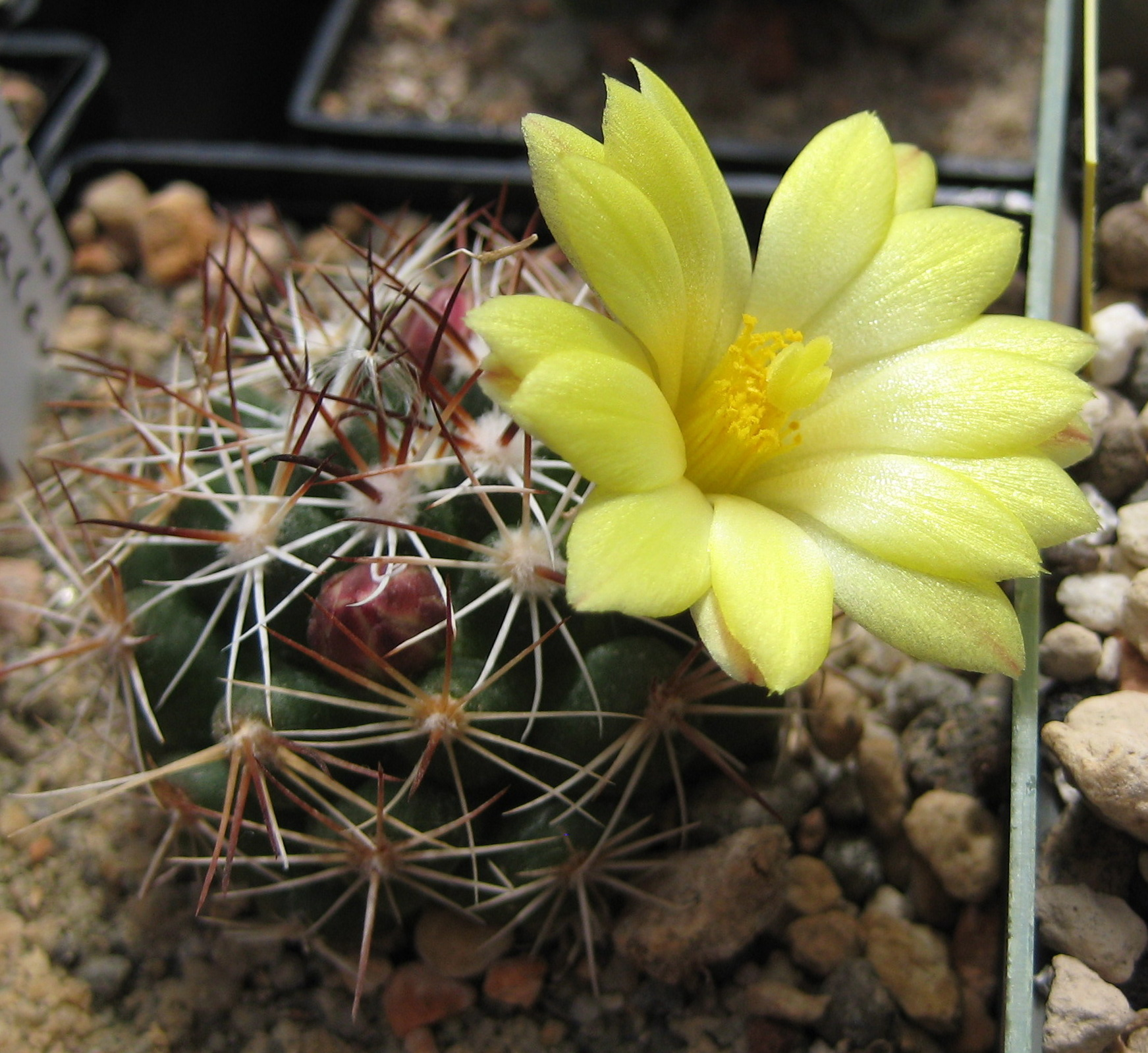
Mammillaria melaleuca

Видова назва походить від лат. Melaleucus — «чорний» і дана через чорні колючки цього виду.

## Ареал і екологія
Mammillaria melaleuca є ендемічною рослиною Мексики. Ареал розташований у штаті Тамауліпас. Рослини зростають на висоті від 1 300 до 2 000 метрів над рівнем моря.

## Морфологічний опис
Рослина зазвичай одиночна, іноді з віком кластеризується.
| Орган              | Опис                                                                                  |
| Коріння            |                                                                                       |
| Стебло             | кулясте, в діаметрі 6-7 см.                                                           |
| Епідерміс          | темно-зелений.                                                                        |
| Маміли             | товсті, яйцевидно-тупі, міцні, без молочного соку.                                    |
| Ареоли             |                                                                                       |
| Аксили             | голі.                                                                                 |
| Центральні колючки | зазвичай одна, багрянисто-коричневого відтінку, тонка, жорстка.                       |
| Радіальні колючки  | 8-9, розходяться променями, майже прямі, верхні 4 трохи довші, коричневі, нижні білі. |
| Квіти              | жовті, до 30 мм завдовжки.                                                            |
| Бутони             |                                                                                       |
| Зовнішні пелюстки  |                                                                                       |
| Внутрішні пелюстки |                                                                                       |
| Тичинки            |                                                                                       |
| Маточка            |                                                                                       |
| Плоди              | від зеленуватого до коричневого відтінку.                                             |
| Насіння            | червонувато-коричневе.                                                                |

## Чисельність, охоронний статус та заходи по збереженню
Mammillaria melaleuca входить до Червоного списку Міжнародного союзу охорони природи видів під загрозою зникнення (EN).
Вид має площу розміщення близько 200 км², де він знаходиться в п'яти місцях або менше. Якість середовища проживання постійно знижується через вплив великої дороги, побудованої в цих місцях. Нелегальний збір також може становити загрозу.
У Мексиці ця рослина занесена до Національного переліку видів, що перебувають під загрозою зникнення, де вона включена до категорії «під загрозою зникнення».
Охороняється Конвенцією про міжнародну торгівлю видами дикої фауни і флори, що перебувають під загрозою зникнення (CITES).

## Утримання в культурі
Хоча Mammillaria melaleuca була описана в середині 19-го століття, воно протягом довгих років було невідомою чи невірно ідентифіковано в культурі.
Цей вид найменше малопоширений в культурі вид з підроду Dolichothele, частково через те, що він трохи складніше для вирощування, ніж більшість інших, які взагалі не створюють проблем і ростуть швидше.
Рослина не дуже любить перезволоження. У проникній, крупнозернистій земельній суміші (до 40 % крупного піску) рослина буде стабільно розростатися в компактну колонію з красивими колючками, яка щовесни буде прикрашена невеликими (для цього підроду), яскраво-жовтими колючками.